# Hyles perfulva
Hyles perfulva är en fjärilsart som beskrevs av Schultz. 1911. Hyles perfulva ingår i släktet Hyles och familjen svärmare. Inga underarter finns listade i Catalogue of Life.